# Tulsa (banda)
Tulsa es un grupo musical español formado y liderado por la cantautora Miren Iza (Fuenterrabía, 1979). Toma su nombre de la ciudad estadounidense de Tulsa.

## Trayectoria
Antes de la formación de Tulsa, Miren Iza había formado parte de la banda riot grrrl de punk rock y surf rock Electrobikinis, que cantaban en inglés. Dicha banda se separó en 2002, emprendiendo Miren su carrera en solitario uniéndose al guitarrista Alfredo Niharra y así, ya como cantante y compositora en castellano da algunos conciertos. 
Miren se va a vivir a Madrid donde Tulsa desde entonces tiene su base de operaciones. En 2006 se publica con Lucinda Records su primer CD, un EP de 4 temas grabados por Niharra en el local de ensayo, y que empiezan a dar forma al sonido de Tulsa con temas como «Seguramente me lo merezco» o «La Goulue».
Así, en 2007 publicó su primer disco con la discográfica Subterfuge Records, Solo me has rozado. Definidos por El País como «algo así como Cecilia cantando con The Jayhawks como banda de acompañamiento» y seleccionados por Rockdelux entre los mejores singles del año, las referencias musicales de Tulsa alcanzan desde el rock estadounidense o de raíces (Gram Parsons, Bob Dylan) hasta personajes más cercanos como Nacho Vegas o Christina Rosenvinge. En 2007 el grupo fue nominado al Grammy Latino en la categoría de Nuevos Artistas.
En 2010 publican Espera la pálida, producido por Karlos Osinaga (Lisabö) y con la colaboración de Anari.
Un año después, en 2011, Miren Iza anuncia en un comunicado que la banda se toma un descanso indefinido por motivos personales, sin especificar una fecha de regreso a los escenarios. Esta huida fue provocada porque a Miren le ofrecieron trabajo en Nueva York para ejercer su otra gran pasión, la psiquiatría. Durante este año y medio, mantuvo en cierto modo su actividad musical en Estados Unidos, ofreciendo pequeñas giras y produciendo nuevas canciones.
En 2013 se presenta el cortometraje Ignonauta, dirigido por el realizador Raúl Santos, protagonizado por Miren Iza, y construido alrededor de tres canciones inéditas de Tulsa: Bórrame del mapa, Verano averno y El baile, producidas por Subterfuge Records.
En enero de 2015 presenta su nuevo trabajo "La calma chicha" (Gran Derby Records) en el que nos sorprende con un sonido innovador y las letras desoladoras como a las que ya nos tenía acostumbrados. El disco ha sido grabado en Madrid y producido por Carasueño, Charlie Bautista y la propia Miren. Se crean imponentes atmósferas plagadas de sintetizadores y cajas de ritmos que adornan la voz dulce y a la vez desgarrada y melancólica de Miren.
La espera ha valido la pena, y en él destacan temas como "Oda al amor efímero",  "Gente común" (posible homenaje a Pulp y nombrado con el título de Melocotonazo apadrinado nacional del año en el programa Hoy empieza todo de Ángel Carmona de Radio 3), o la brutal "En tu corazón sólo hay sitio en los suburbios". Sin duda uno de los discos de 2015 en el panorama nacional. 

## Premios y reconocimientos
En abril de 2015, el grupo es galardonado con el premio Biznaga de Plata a la mejor música en el 18.º Festival de cine español de Málaga por su participación la banda sonora de Los exiliados románticos, dirigida por Jonás Trueba. La música de Tulsa recorre toda la película desde el inicio, incluso llega a formar parte de ella apareciendo la propia Miren en concierto en varios bares durante la trama, tomando más adelante un singular y simbólico papel en ella.
En 2024 recibió el Premio Nacional de las Músicas Actuales por  por su disco Amadora (2023) y su adaptación escénica, “un álbum sobresaliente con unas letras de un profundo calado lírico y una sensibilidad poética construidas desde el costumbrismo para reivindicar y dar voz a las mujeres menos representadas en la sociedad”. Este premio lo otorga anualmente el Ministerio de Cultura y Deportes de España a través del Instituto Nacional de las Artes Escénicas y de la Música (INAEM), con una dotación económica de 30.000 euros.

## Discografía
- Tulsa (Lucinda Records, 2006)
- Solo me has rozado (Subterfuge Records, 2007)
- Espera la pálida (Subterfuge Records, 2010)
- La calma chicha  (Gran Derby Records,2015)
- Centauros  (I*M Records, 2017)
- Ese éxtasis (Intromúsica Records, 2021)
- Amadora (Matxitxako Records, 2023)

Otros
- B.S.O. Ignonauta (Subterfuge Records, 2013)